# Tarzan
För andra betydelser, se Tarzan (olika betydelser).

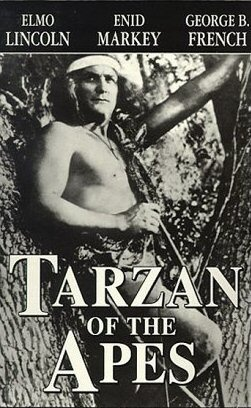
Videoomslag till en stumfilmsversion av Tarzan med Elmo Lincoln i titelrollen.

Tarzan är en litterär figur skapad av Edgar Rice Burroughs. Tarzan såg dagens ljus år 1912 i en roman som hette "Tarzan of the Apes". Ytterligare 23 romaner följde på den första. Tar betyder "vit" och zan betyder "skinn" på det apspråk som Burroughs konstruerade med många lån från det afrikanska språket swahili. Förebilden anses komma från en berättelse av svenske Ivor Thord-Gray dedicerad åt en episod under ett uppdrag i Sydafrika.
Tarzan har kallats en av världens mest kända litterära personer, och det finns otaliga berättelser, tv-program, serietidningar och filmer om honom. Först med att porträttera Tarzan på film var Elmo Lincoln, 1918. I många av filmerna från 1930- och 1940-talet spelas han av den före detta olympiske simmaren Johnny Weissmuller, och Tarzan har i dessa filmer oftast sällskap av schimpansen Cheeta. Jane, som spelas av Maureen O’Sullivan, har namnet Jane Parker i dessa filmer fast hennes efternamn är Porter i böckerna och de flesta andra filmerna.

## Figuren Tarzan
Tarzan, som egentligen heter John Clayton II, lord Greystoke, föds på en oländigt belägen strand i Afrika där hans föräldrar strandsatts från ett fartyg efter ett myteri. Föräldrarna dör tidigt och pojken uppfostras av en apart som Burroughs kallar "mangani", en art som inte existerar men som bär tydliga drag av flera människoapor. Genom sin uppväxt i djungeln får Tarzan en fysik som vida överstiger de flesta idrottsmän och dessutom är han såpass intelligent att han lyckas lära sig läsa genom att studera böcker som hans föräldrar lämnat kvar. I böckerna om Tarzan lyckas han även lära sig ett flertal andra språk flytande, något som skiljer sig från den barbariske Tarzan som visats i filmer om honom. Vid vuxen ålder kommer Tarzan i kontakt med civilisationen igen, möter Jane Porter och hennes far när de besöker den trakt som Tarzan lever i, och lär sig snabbt tala franska och engelska samt besöker den civiliserade världen, varefter han förkastar det levnadssättet och återvänder till djungeln.

## Böcker
För en lista över romanerna skrivna av Edgar Rice Burroughs, se Tarzanserien av Edgar Rice Burroughs.

## Filmer
| År        | Titel                                             | Svensk titel                                  | Titelrollsinnehavare | Regissör             |
| --------- | ------------------------------------------------- | --------------------------------------------- | -------------------- | -------------------- |
| 1918      | Tarzan of the Apes                                | Tarzan från apornas land                      | Elmo Lincoln         | Scott Sidney         |
| 1918      | The Romance of Tarzan                             | Tarzans romans                                | Elmo Lincoln         | Wilfred Lucas        |
| 1920      | The Revenge of Tarzan                             | Tarzans hämnd                                 | Gene Pollar          | Harry Revier         |
| 1920      | The Son of Tarzan                                 | Tarzans son                                   | Kamuela C. Searle    | Harry Revier         |
| 1921      | The Adventures of Tarzan                          | Tarzans äventyr                               | Elmo Lincoln         | Scott Sidney         |
| 1927      | Tarzan and the Golden Lion                        | Tarzan och det gyllene lejonet                | James Pierce         | J P McGowan          |
| 1928      | Tarzan the Mighty                                 | Tarzan den mäktige                            | Frank Merrill        | Jack Nelson          |
| 1929      | Tarzan the Tiger                                  | Tarzan, tigern                                | Frank Merrill        | Henry MacRae         |
| 1932      | Tarzan the Ape Man                                | Tarzan                                        | Johnny Weissmüller   | W S Van Dyke         |
| 1933      | Tarzan the Fearless                               | Tarzan den orädde                             | Buster Crabbe        | Robert F Hill        |
| 1934      | Tarzan and His Mate                               | Tarzan och den vita kvinnan                   | Johnny Weissmüller   | Cedric Gibbons       |
| 1935      | The New Adventures of Tarzan                      |                                               | Herman Brix          | Edward Kull          |
| 1936      | Tarzan Escapes                                    | Tarzan flyr                                   | Johnny Weissmüller   | Richard Thorpe       |
| 1937      |                                                   | Tarzan i farornas värld                       | Herman Brix          | Edward Kull          |
| 1938      | Tarzan's Revenge                                  | Tarzans hämnd                                 | Glenn Morris         | D Ross Lederman      |
| 1938      | Tarzan and the Green Goddess                      | Tarzan och den gröna gudinnan                 | Herman Brix          | Edward Kull          |
| 1939      | Tarzan Finds a Son!                               | Tarzans pojke                                 | Johnny Weissmüller   | Richard Thorpe       |
| 1941      | Tarzan's Secret Treasure                          | Tarzans hemliga skatt                         | Johnny Weissmüller   | Richard Thorpe       |
| 1942      | Tarzan's New York Adventure                       | Tarzans äventyr i New York                    | Johnny Weissmüller   | Richard Thorpe       |
| 1943      | Tarzan Triumphs                                   | Tarzan och djungelfolket                      | Johnny Weissmüller   | William Thiele       |
| 1943      | Tarzan's Desert Mystery                           | Tarzans äventyr i öknen                       | Johnny Weissmüller   | William Thiele       |
| 1945      | Tarzan and the Amazons                            | Tarzan och amazonerna                         | Johnny Weissmüller   | Kurt Neumann         |
| 1946      | Tarzan and the Leopard Woman                      | Tarzan och leopardkvinnan                     | Johnny Weissmüller   | Kurt Neumann         |
| 1947      | Tarzan and the Huntress                           | Tarzan och lejonjägarna                       | Johnny Weissmüller   | Kurt Neumann         |
| 1948      | Tarzan and the Mermaids                           | Tarzan och kvinnan från havet                 | Johnny Weissmüller   | Robert Florey        |
| 1949      | Tarzan's Magic Fountain                           | Tarzans magiska källa                         | Lex Barker           | Lee Sholem           |
| 1950      | Tarzan and the Slave Girl                         | Tarzan och slavflickan                        | Lex Barker           | Lee Sholem           |
| 1951      | Tarzan's Peril                                    | Tarzan i fara                                 | Lex Barker           | Byron Haskin         |
| 1952      | Tarzan's Savage Fury                              | Tarzan och djungelbanditerna                  | Lex Barker           | Cy Endfield          |
| 1953      | Tarzan and the She-Devil                          | Tarzan, elefanternas konung                   | Lex Barker           | Kurt Neumann         |
| 1955      | Tarzan's Hidden Jungle                            |                                               | Gordon Scott         | Harold D Schuster    |
| 1955      | Tarzan's Hidden Jungle                            |                                               | Gordon Scott         | Harold D Schuster    |
| 1957      | Tarzan and the Lost Safari                        |                                               | Gordon Scott         | H Bruce Humberstone  |
| 1958      | Tarzan and the Trappers                           |                                               | Gordon Scott         | H Bruce Humberstone  |
| 1958      | Tarzan's Fight for Life                           |                                               | Gordon Scott         | H Bruce Humberstone  |
| 1959      | Tarzan's Greatest Adventure                       | Tarzans största äventyr                       | Gordon Scott         | John Guillermin      |
| 1959      | Tarzan, the Ape Man                               |                                               | Denny Miller         | Joseph M Newman      |
| 1960      | Tarzan the Magnificent                            |                                               | Gordon Scott         | Robert Day           |
| 1962      | Tarzan Goes to India                              |                                               | Jock Mahoney         | John Guillermin      |
| 1963      | Tarzan's Three Challenges                         |                                               | Jock Mahoney         | Robert Day           |
| 1966      | Tarzan and the Valley of Gold                     |                                               | Mike Henry           | Robert Day           |
| 1967      | Tarzan and the Great River                        |                                               | Mike Henry           | Robert Day           |
| 1968      | Tarzan and the Jungle Boy                         |                                               | Mike Henry           | Robert Gordon        |
| 1970      | Tarzan's Deadly Silence                           |                                               | Ron Ely              | Robert L Friend      |
| 1976-1980 |                                                   | Tarzan                                        | (animerad TV-serie)  | Filmation Associates |
| 1981      | Tarzan, the Ape Man                               | Tarzan, apmannen                              | Miles O'Keeffe       | John Derek           |
| 1984      | Greystoke: The Legend of Tarzan, Lord of the Apes | Greystoke: Legenden om Tarzan, apornas konung | Christopher Lambert  | Hugh Hudson          |
| 1989      | Tarzan in Manhattan                               | Tarzan på Manhattan                           | Joe Lara             | Michael Schultz      |
| 1996-1997 | Tarzan – The Epic Adventures                      |                                               | Joe Lara             | olika (TV-serie)     |
| 1998      | Tarzan and the Lost City                          | Tarzan och den förlorade staden               | Casper van Dien      | Carl Schenkel        |
| 1999      | Tarzan                                            | Tarzan                                        | (animerad film)      | Walt Disney Pictures |
| 2005      | Tarzan II                                         | Tarzan II                                     | (animerad film)      | Walt Disney Pictures |
| 2016      | The Legend of Tarzan                              | Legenden om Tarzan                            | Alexander Skarsgård  | David Yates          |

## Serien

### Dagstidningsversionen
Seriefiguren "Tarzan" debuterade 1929 som dagspresserie på vardagar. Första avsnittet, tecknat av Hal Foster, publicerades samma dag som första avsnittet av "Buck Rogers". Dessa två brukar räknas som de första populära äventyrsserierna.
Foster slutade snart på serien och ersattes av Rex Maxon. Maxon uppskattades dock inte av Burroughs, och 1932 återvände Foster till den nystartade söndagsversionen av serien, medan Maxon fick fortsätta på dagsserien. Foster blev kvar till 1937 och hans Tarzanserier räknas idag som klassiska.
Klassisk blev även hans efterträdare, Burne Hogarth, som tog över söndagsversionen 1937. Hogarth blev kvar på serien till 1950, med ett uppehåll mellan 1945 och 1947 då den tecknades av Ruben Moreira. Bland Hogarths assistenter kan också nämnas bröderna Dan och Sy Barry, och Dan var även huvudansvarig för dagsversionen 1948-49.
Flera andra viktiga tecknare satte sina spår på "Tarzan" som dagspresserie, däribland Bob Lubbers (1950-53), John Celardo (1953-66) och Russ Manning (1966-79).
Ända sedan starten kom manusförfattarnas namn i skymundan, då man ville få Edgar Rice Burroughs att framstå som den "ende" Tarzanförfattaren. Bland de författare som arbetade på serien under denna tid fanns William Lass (1931-37), Don Garden (1937-41) och Dick VanBuren (1950-58). Tecknare som Hogarth, Celardo och Manning skrev även sina egna äventyr.
1972 lades dagsversionen ned, och Manning tecknade således endast söndagssidor därefter. Manning följdes av Archie Goodwin och Gil Kane 1979-81, och Mike Grell 1981-84. Därefter blev Gray Morrow ny tecknare; en post som han behöll längre än någon av sina föregångare (fram till 2001). Bland de författare han arbetade med fanns Don Kraar, Anthony Zumpano, Allan Gross och Alex Simmons. När Morrow lämnade serien fick Simmons och nye tecknaren Eric Battle chansen att förnya serien en aning, men trots att det blev ganska lyckat lades nyproduktionen ner 2003. Repriser på gamla avsnitt publiceras fortfarande i några amerikanska tidningar, liksom på webbplatsen www.gocomics.com.

### Serietidningsversionen
Den första serietidningen med "Tarzan" kom ut i USA redan 1929, men då rörde det sig helt och hållet om reprisering av dagspressepisoder. Sådana publikationer fortsatte komma ut oregelbundet fram till 1947, då den första renodlade serietidningsberättelsen med "Tarzan" publicerades i nummer 134 av Four Color. Förlaget Dell Comics fortsatte sedan att ge ut "Tarzan", till att börja med som en del av Four Color, men från 1948 som en egen titel. Dessa tidiga historier, liksom alla viktiga serietidningsavsnitt fram till 1971, skrevs av Gaylord Dubois. Tecknare från starten och fram till 1965 var Jesse Marsh.
1972 övergick rätten att publicera Tarzanserier till förlaget DC Comics och 1977 till Marvel Comics. När Marvel lade ner sin Tarzan-tidning år 1979 upphörde över 30 års oavbruten utgivning. På 90-talet började nya Tarzanserier publiceras av Dark Horse Comics, men på senare år har utgivningen återigen i princip upphört.

### Tarzan i Sverige
I Sverige är "Tarzan" kanske mest känd som serietidningsfigur (och i viss mån filmfigur). Svensk utgivning påbörjades med Tarzans julalbum 1944, utgivet av Hemmets Journals Förlag. Egen serietidning blev det från och med 1951, då Serieförlaget (sedermera kända som Semic Press) påbörjade utgivning. Andra förlag som gett ut Tarzan som serietidning inkluderar Williams och Atlantic Förlags AB. Det här även utgetts tidningen Tarzans son

### Mer om Tarzan som serie
Läs mer om Tarzan som tecknad serie på Seriewikin